# Jerzy Ronard Bujański
Jerzy Ronard Bujański ps. „Zwornik” (ur. 29 września 1904 w Krakowie, zm. 13 września 1986, tamże) – aktor, reżyser, dyrektor, kierownik artystyczny i literacki teatru, pedagog, teatrolog, podporucznik Armii Krajowej.

## Życiorys
Był absolwentem Miejskiej Szkoły Dramatycznej w Krakowie, którą ukończył w 1923, a także polonistyki na Uniwersytecie Jagiellońskim. W 1930 obronił doktorat, pisząc pracę „Wyspiański – człowiek teatru”.
Na scenie teatralnej zadebiutował w zespole Reduty w Wilnie w 1925 w roli Xawerego w sztuce „Turoń” Stefana Żeromskiego. Tam również zajmował się recytacją i teorią żywego słowa. W 1927 prowadził lektorat wymowy na Uniwersytecie Jagiellońskim. W sezonie 1929/1930 pracował w Teatrze Miejskim w Łodzi, w którym był kierownikiem literackim, aktorem i reżyserem. W sezonie 1930/1931, będąc stypendystą Funduszu Kultury Narodowej, studiował teatrologię i reżyserię w Berlinie. W sezonie 1931/1932 był wykładowcą w Warszawskiej Szkole Dramatycznej oraz kierownikiem artystycznym w Teatrze w Pomarańczarni. W sezonie 1932/33 pracował jako aktor oraz kierownik artystyczny w Teatrze Na Pohulance w Wilnie oraz był kierownikiem studia teatralnego przy teatrze i wydawcą czasopisma „Front Teatralny”. W okresie od 1933 do 1935 pracował jako aktor, reżyser i kierownik literacki Teatru Kameralnego w Warszawie, a w latach 1935–1938 był reżyserem i aktorem Teatru Miejskiego w Łodzi. Kierownik programowy łódzkiej rozgłośni Polskiego Radia (przynajmniej w 1936). W sezonie 1938/1939 pracował jako dyrektor teatru wileńskiego, a także reżyser radiowy w rozgłośniach radiowych Krakowa, Warszawy oraz Łodzi.
Podczas II wojny światowej służył w stopniu podporucznika, uczestniczył w konspiracji w Krakowie, a od 1944 podczas powstania warszawskiego pracował w radiostacji „Błyskawica” przy sztabie Okręgu Warszawa AK.
W lipcu 1945 został pierwszym dyrektorem Starego Teatru w Krakowie, w którym pracował również jako reżyser. Wyreżyserował: „Męża doskonałego”, „Dzień jego powrotu”, „Cyda Corneille’a”. Był pomysłodawcą i kierownikiem studia teatralnego przy teatrze, a także lektorem na Uniwersytecie Jagiellońskim. Jednocześnie pracował jako dyrektor i redaktor naczelny Polskiego Radia w Krakowie w latach 1945–1950. W latach 1948–1957 uczył wymowy, wiersza i gry aktorskiej w Państwowej Wyższej Szkole Sztuk Teatralnych w Krakowie.
W latach 1945–1947 był również reżyserem w Teatrze Miejskim w Opolu, Teatrze Kameralnym TUR w Krakowie i Teatrze Miejskim w Sosnowcu. W latach 1949–1963 współpracował ze Starym Teatrem w Krakowie i Teatrem Młodego Widza w Krakowie (1948, 1953), Teatrem im. Żeromskiego w Kielcach (sezon 1953/54), Operą i Operetką w Krakowie (1955–1965), Teatrem Młodej Warszawy (1957), Teatrem Zagłębia w Sosnowcu (1957, 1959), Teatrem Muzycznym w Szczecinie (sezon 1960/1961), Operą Bałtycką w Gdańsku (sezon 1963/1964). W latach 1961–1970 był kierownikiem artystycznym Teatru Małych Form w Krakowie.
Został pochowany na cmentarzu Rakowickim w Krakowie (kwatera XXXIX, rząd wschodni, miejsce 6).

## Publikacje
- „Reduta żywego słowa” (Chorąży żywego słowa) (1929)
- „Osaczam tonacje: poemat” (1937)
- „Rok 1846 w Krakowie: montaż historyczny” (1946, współautor: Kazimierz Lepszy)
- „Wolność – Równość – Niepodległość: sceny historyczne z życia Tadeusza Kościuszki (1957, współautorzy:  Henryk Mościcki, Józef Władysław Reiss)
- „Słownictwo teatralne w polskiej dramaturgii” (1971)
- „Wteatrwstąpienie” (1981)
- „Starego Teatru druga młodość” (1985)[6].
- "Narodziny zaczarowanej dorożki" (1989)